# Heinz Landwehr
Heinz Landwehr (* 10. September 1955 in Herzebrock) ist ein deutscher Journalist. Er war von April 1991 an Redakteur, von 1992 an stellvertretender Chefredakteur und von 1. August 2015 Chefredakteur der unabhängigen und anzeigenfreien Verbraucherzeitschrift Finanztest der Stiftung Warentest. Ende Februar 2021 verabschiedete er sich in den Ruhestand. Sein Nachfolger ist Matthias Thieme.

## Leben
Nach dem Abitur 1975 am Evangelisch Stiftisches Gymnasium Gütersloh studierte er Publizistik, Geschichte, Politikwissenschaft und Soziologie an der Westfälischen Wilhelms-Universität Münster. Seinen Magister schloss er 1985 mit der Arbeit „Elektronische Textverarbeitung und journalistischer Arbeitsprozess bei der Deutschen Presseagentur“ ab. Heinz Landwehr war Mitbegründer der Wochenzeitung „Sonntagmorgen – Wochenzeitung für den Kreis Warendorf“, die ab 1982 erschienen ist. Später war er selbstständig als freier Journalist tätig, unter anderem für die Münstersche Zeitung.
Seit 1991 arbeitete Landwehr als Redakteur der Zeitschrift Finanztest und wurde 1992 Chef vom Dienst. Seither prägte er die inhaltliche Ausrichtung des Heftes. Als Antwort auf die Finanzkrise ab 2007 verfasste er 2008 zusammen mit anderen Kollegen das Buch „Sicher anlegen in der Krise“ mit dem Ziel, dass Anleger nur auf Finanzprodukte setzen, die sie auch selbst verstehen.
Heinz Landwehr übernahm am 1. August 2015 den Posten des Chefredakteurs von Finanztest. Er folgte auf Hermann-Josef Tenhagen und Hubertus Primus.
Landwehr ist verheiratet und lebt in Berlin.

## Veröffentlichungen (Auswahl)

### Als Herausgeber
- Steuern 2015: Steuererklärung 2014 ; Geld zurück für Arbeitnehmer, Beamte, Rentner, Familien, Anleger und Erben, Stiftung Warentest (2015)[5]

### Als Koautor
- Sicher anlegen in der Krise, Stiftung Warentest (2008), ISBN 978-3-86851-307-3